# Argentijns handbalteam (vrouwen)
Het Argentijns handbalteam is het nationale team van Argentinië voor vrouwen. Het team vertegenwoordigt de Argentijnse Handbalfederatie (Spaans: Confederación Argentina de Handball) in internationale handbalwedstrijden. 

## Resultaten

### Olympische Spelen
| Olympische Spelen | Olympische Spelen   | Olympische Spelen   | Olympische Spelen   | Olympische Spelen   | Olympische Spelen   | Olympische Spelen   | Olympische Spelen   | Olympische Spelen   |                     |
| Jaar              | Resultaat           | Wed                 | W                   | G                   | V                   | DV                  | DT                  | DS                  |                     |
| ----------------- | ------------------- | ------------------- | ------------------- | ------------------- | ------------------- | ------------------- | ------------------- | ------------------- | ------------------- |
| 1976              | Niet gekwalificeerd | Niet gekwalificeerd | Niet gekwalificeerd | Niet gekwalificeerd | Niet gekwalificeerd | Niet gekwalificeerd | Niet gekwalificeerd | Niet gekwalificeerd |                     |
| 1980              | Niet gekwalificeerd | Niet gekwalificeerd | Niet gekwalificeerd | Niet gekwalificeerd | Niet gekwalificeerd | Niet gekwalificeerd | Niet gekwalificeerd | Niet gekwalificeerd |                     |
| 1984              | Niet gekwalificeerd | Niet gekwalificeerd | Niet gekwalificeerd | Niet gekwalificeerd | Niet gekwalificeerd | Niet gekwalificeerd | Niet gekwalificeerd | Niet gekwalificeerd |                     |
| 1988              | Niet gekwalificeerd | Niet gekwalificeerd | Niet gekwalificeerd | Niet gekwalificeerd | Niet gekwalificeerd | Niet gekwalificeerd | Niet gekwalificeerd | Niet gekwalificeerd |                     |
| 1992              | Niet gekwalificeerd | Niet gekwalificeerd | Niet gekwalificeerd | Niet gekwalificeerd | Niet gekwalificeerd | Niet gekwalificeerd | Niet gekwalificeerd | Niet gekwalificeerd |                     |
| 1996              | Niet gekwalificeerd | Niet gekwalificeerd | Niet gekwalificeerd | Niet gekwalificeerd | Niet gekwalificeerd | Niet gekwalificeerd | Niet gekwalificeerd | Niet gekwalificeerd |                     |
| 2000              | Niet gekwalificeerd | Niet gekwalificeerd | Niet gekwalificeerd | Niet gekwalificeerd | Niet gekwalificeerd | Niet gekwalificeerd | Niet gekwalificeerd | Niet gekwalificeerd |                     |
| 2004              | Niet gekwalificeerd | Niet gekwalificeerd | Niet gekwalificeerd | Niet gekwalificeerd | Niet gekwalificeerd | Niet gekwalificeerd | Niet gekwalificeerd | Niet gekwalificeerd |                     |
| 2008              | Niet gekwalificeerd | Niet gekwalificeerd | Niet gekwalificeerd | Niet gekwalificeerd | Niet gekwalificeerd | Niet gekwalificeerd | Niet gekwalificeerd | Niet gekwalificeerd |                     |
| 2012              | Niet gekwalificeerd | Niet gekwalificeerd | Niet gekwalificeerd | Niet gekwalificeerd | Niet gekwalificeerd | Niet gekwalificeerd | Niet gekwalificeerd | Niet gekwalificeerd |                     |
| 2016              | 12e                 | 5                   | 0                   | 0                   | 5                   | 101                 | 145                 | –44                 |                     |
| 2020              | Niet gekwalificeerd | Niet gekwalificeerd | Niet gekwalificeerd | Niet gekwalificeerd | Niet gekwalificeerd | Niet gekwalificeerd | Niet gekwalificeerd | Niet gekwalificeerd | Niet gekwalificeerd |
| Totaal            | 1/12                | 5                   | 0                   | 0                   | 5                   | 101                 | 145                 |                     |                     |

### Wereldkampioenschap
| Wereldkampioenschap | Wereldkampioenschap | Wereldkampioenschap | Wereldkampioenschap | Wereldkampioenschap | Wereldkampioenschap | Wereldkampioenschap | Wereldkampioenschap | Wereldkampioenschap |
| Jaar                | Resultaat           | Wed                 | W                   | G                   | V                   | DV                  | DT                  | DS                  |
| ------------------- | ------------------- | ------------------- | ------------------- | ------------------- | ------------------- | ------------------- | ------------------- | ------------------- |
| 1957                | Geen deelname       | Geen deelname       | Geen deelname       | Geen deelname       | Geen deelname       | Geen deelname       | Geen deelname       | Geen deelname       |
| 1962                | Geen deelname       | Geen deelname       | Geen deelname       | Geen deelname       | Geen deelname       | Geen deelname       | Geen deelname       | Geen deelname       |
| 1965                | Geen deelname       | Geen deelname       | Geen deelname       | Geen deelname       | Geen deelname       | Geen deelname       | Geen deelname       | Geen deelname       |
| 1971                | Geen deelname       | Geen deelname       | Geen deelname       | Geen deelname       | Geen deelname       | Geen deelname       | Geen deelname       | Geen deelname       |
| 1973                | Geen deelname       | Geen deelname       | Geen deelname       | Geen deelname       | Geen deelname       | Geen deelname       | Geen deelname       | Geen deelname       |
| 1975                | Geen deelname       | Geen deelname       | Geen deelname       | Geen deelname       | Geen deelname       | Geen deelname       | Geen deelname       | Geen deelname       |
| 1978                | Geen deelname       | Geen deelname       | Geen deelname       | Geen deelname       | Geen deelname       | Geen deelname       | Geen deelname       | Geen deelname       |
| 1982                | Geen deelname       | Geen deelname       | Geen deelname       | Geen deelname       | Geen deelname       | Geen deelname       | Geen deelname       | Geen deelname       |
| 1986                | Geen deelname       | Geen deelname       | Geen deelname       | Geen deelname       | Geen deelname       | Geen deelname       | Geen deelname       | Geen deelname       |
| 1990                | Geen deelname       | Geen deelname       | Geen deelname       | Geen deelname       | Geen deelname       | Geen deelname       | Geen deelname       | Geen deelname       |
| 1993                | Geen deelname       | Geen deelname       | Geen deelname       | Geen deelname       | Geen deelname       | Geen deelname       | Geen deelname       | Geen deelname       |
| 1995                | Geen deelname       | Geen deelname       | Geen deelname       | Geen deelname       | Geen deelname       | Geen deelname       | Geen deelname       | Geen deelname       |
| 1997                | Geen deelname       | Geen deelname       | Geen deelname       | Geen deelname       | Geen deelname       | Geen deelname       | Geen deelname       | Geen deelname       |
| 1999                | 24e                 | 5                   | 0                   | 0                   | 5                   | 52                  | 180                 | –128                |
| 2001                | Niet gekwalificeerd | Niet gekwalificeerd | Niet gekwalificeerd | Niet gekwalificeerd | Niet gekwalificeerd | Niet gekwalificeerd | Niet gekwalificeerd | Niet gekwalificeerd |
| 2003                | 22e                 | 5                   | 0                   | 0                   | 5                   | 74                  | 171                 | –97                 |
| 2005                | 20e                 | 5                   | 1                   | 0                   | 4                   | 79                  | 150                 | –71                 |
| 2007                | 20e                 | 6                   | 2                   | 0                   | 4                   | 124                 | 157                 | –33                 |
| 2009                | 19e                 | 9                   | 3                   | 1                   | 5                   | 192                 | 240                 | –48                 |
| 2011                | 23e                 | 7                   | 1                   | 0                   | 6                   | 127                 | 172                 | –45                 |
| 2013                | 19e                 | 7                   | 2                   | 0                   | 5                   | 154                 | 187                 | –33                 |
| 2015                | 18e                 | 7                   | 2                   | 0                   | 5                   | 144                 | 169                 | –25                 |
| 2017                | 23e                 | 7                   | 1                   | 0                   | 6                   | 156                 | 220                 | –64                 |
| 2019                | 16e                 | 7                   | 2                   | 0                   | 5                   | 177                 | 197                 | –20                 |
| 2021                | 21e                 | 6                   | 2                   | 0                   | 4                   | 148                 | 165                 | –17                 |
| 2023                | Gekwalificeerd      | Gekwalificeerd      | Gekwalificeerd      | Gekwalificeerd      | Gekwalificeerd      | Gekwalificeerd      | Gekwalificeerd      | Gekwalificeerd      |
| Totaal              | 12/26               | 71                  | 16                  | 1                   | 54                  | 1327                | 2008                |                     |

### Pan-Amerikaans kampioenschap
| Pan-Amerikaans kampioenschap | Pan-Amerikaans kampioenschap | Pan-Amerikaans kampioenschap | Pan-Amerikaans kampioenschap | Pan-Amerikaans kampioenschap | Pan-Amerikaans kampioenschap | Pan-Amerikaans kampioenschap | Pan-Amerikaans kampioenschap | Pan-Amerikaans kampioenschap |
| Jaar                         | Resultaat                    | Wed                          | W                            | G                            | V                            | DV                           | DT                           | DS                           |
| ---------------------------- | ---------------------------- | ---------------------------- | ---------------------------- | ---------------------------- | ---------------------------- | ---------------------------- | ---------------------------- | ---------------------------- |
| 1986                         | 4e                           | 5                            | 2                            | 0                            | 3                            | 51                           | 106                          | –55                          |
| 1989                         | Geen deelname                | Geen deelname                | Geen deelname                | Geen deelname                | Geen deelname                | Geen deelname                | Geen deelname                | Geen deelname                |
| 1991                         | 4e                           | 4                            | 1                            | 0                            | 3                            | 54                           | 119                          | –65                          |
| 1997                         | 4e                           | 6                            | 2                            | 0                            | 4                            | 85                           | 100                          | –15                          |
| 1999                         | 3e                           | 5                            | 3                            | 1                            | 1                            | 126                          | 96                           | +30                          |
| 2000                         | 4e                           | 5                            | 2                            | 1                            | 2                            | 119                          | 117                          | +2                           |
| 2003                         | 2e                           | 4                            | 2                            | 0                            | 2                            | 71                           | 85                           | –14                          |
| 2005                         | 2e                           | 5                            | 4                            | 0                            | 1                            | 122                          | 103                          | +19                          |
| 2007                         | 2e                           | 5                            | 3                            | 0                            | 2                            | 103                          | 105                          | –2                           |
| 2009                         | 1e                           | 5                            | 5                            | 0                            | 0                            | 113                          | 74                           | +39                          |
| 2011                         | 2e                           | 5                            | 3                            | 1                            | 1                            | 159                          | 125                          | +34                          |
| 2013                         | 2e                           | 6                            | 5                            | 0                            | 1                            | 178                          | 118                          | +60                          |
| 2015                         | 3e                           | 7                            | 5                            | 0                            | 2                            | 220                          | 130                          | +90                          |
| 2017                         | 2e                           | 6                            | 5                            | 0                            | 1                            | 190                          | 116                          | +74                          |
| Totaal                       | 13/14                        | 69                           | 42                           | 3                            | 24                           | 1591                         | 1394                         |                              |

### Zuid- en Centraal-Amerikaans kampioenschap
| Zuid- en Centraal-Amerikaans kampioenschap | Zuid- en Centraal-Amerikaans kampioenschap | Zuid- en Centraal-Amerikaans kampioenschap | Zuid- en Centraal-Amerikaans kampioenschap | Zuid- en Centraal-Amerikaans kampioenschap | Zuid- en Centraal-Amerikaans kampioenschap | Zuid- en Centraal-Amerikaans kampioenschap | Zuid- en Centraal-Amerikaans kampioenschap | Zuid- en Centraal-Amerikaans kampioenschap |
| Jaar                                       | Resultaat                                  | Wed                                        | W                                          | G                                          | V                                          | DV                                         | DT                                         | DS                                         |
| ------------------------------------------ | ------------------------------------------ | ------------------------------------------ | ------------------------------------------ | ------------------------------------------ | ------------------------------------------ | ------------------------------------------ | ------------------------------------------ | ------------------------------------------ |
| 2018                                       | 2e                                         | 4                                          | 3                                          | 0                                          | 1                                          | 108                                        | 92                                         | +16                                        |
| 2021                                       | 2e                                         | 5                                          | 4                                          | 0                                          | 1                                          | 167                                        | 78                                         | +89                                        |
| 2022                                       | 2e                                         | 4                                          | 3                                          | 0                                          | 1                                          | 99                                         | 78                                         | +21                                        |
| Totaal                                     | 3/3                                        | 13                                         | 10                                         | 0                                          | 3                                          | 374                                        | 248                                        |                                            |